# نیو ئی‌پی۹

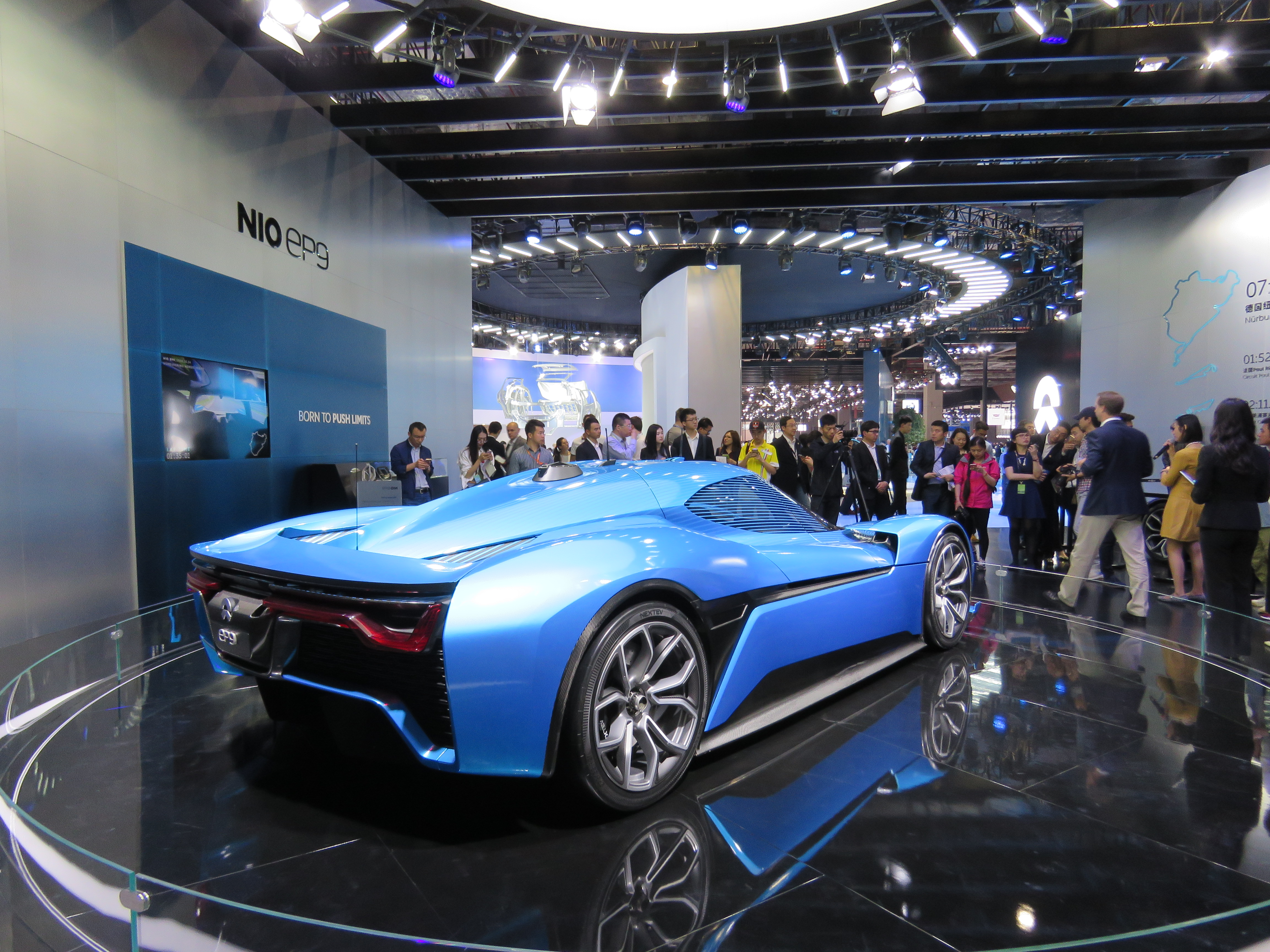
نمای عقب نیو ئی‌پی۹

نیو ئی‌پی۹ (به انگلیسی: NIO EP9) یک خودروی اسپورت تمام الکتریکی دو نفره است که توسط شرکت نیو و با همکاری بخش مسابقات فرمول ئی همین شرکت ساخته شده است. این خودرو رکوردهای بسیاری را به نام خود ثبت کرده است.

## توسعه، تولید و فروش
ای‌پی۹ که در مدت ۱۸ ماه توسعه یافته و ساخته شد، در گالری ساعتچی در شهر لندن انگلستان رونمایی شد.
فرایند شکل‌گیری و طراحی بدنه و قطعات آیرودینامیکی ای‌پی۹ طی ۱۷۰ مرحله شبیه‌سازی رایانه‌ای صورت گرفت.
شرکت نیو در ابتدا شش دستگاه از این خودرو را تولید کرد که هر شش دستگاه به سرمایه‌گذاران اولیهٔ آن فروخته شد. پس از افزایش تقاضا برای خرید این خودرو، شرکت نیو تصمیم خود مبنی بر تولید ۱۰ دستگاه دیگر از ای‌پی۹ با قیمت ۱٫۴۸ میلیون دلار برای هر دستگاه را در نمایشگاه خودروی شانگهای سال ۲۰۱۷ اعلام کرد.

## مشخصات فنی

### پیشرانه
هر چرخ ای‌پی۹ به‌طور مستقل به یک موتور الکتریکی مجهز است. هر یک از این موتورهای برقی دارای توان خروجی ۳۳۵٫۲۵ اسب بخار (۲۵۰ کیلووات) هستند و مجموع نیروی تولیدی چهار موتور برقی این خودرو برابر با ۱٬۳۴۱ اسب بخار (۱ مگاوات) است. مجموع گشتاور تولیدی موتورهای برقی ای‌پی۹ معادل ۱٬۴۸۰ نیوتن متر (۱٬۰۹۲ پوند-فوت) بوده و توان این موتورها از طریق چهار جعبه‌دندهٔ مستقل به هر یک از چرخ‌های خودرو منتقل می‌شود. این خودرو به یک سامانهٔ پیشرفتهٔ گشتاور بُرداری نیز مجهز است که می‌تواند نیروی منتقل شده به هر چرخ را بسته به نیاز تنظیم کند.

### باتری
ای‌پی۹ به دو باتری لیتیومی مجهز است که به‌طور غیرمستقیم بوسیلهٔ آب خنک می‌شوند. این باتری‌ها در مجموع دامنه حرکت برقی ۴۲۷ کیلومتر (۲۶۵ مایل) را با یک بار شارژ برای این خودرو فراهم می‌کنند. شارژ کامل این دو باتری تنها نیاز به ۴۵ دقیقه زمان دارد و جایگزینی باتری‌ها در زمان ۸ دقیقه امکان‌پذیر است.

### شاسی و بدنه
شاسی مونوکوک یکپارچهٔ این خودرو از الیاف کربن ساخته شده و تنها ۱۶۵ کیلوگرم (۳۶۴ پوند) وزن دارد و به گفتهٔ شرکت نیو ۷۰ درصد سبک‌تر از نمونه مشابه از جنس فولاد است. مجموعه باتری‌های این خودرو دارای وزن ۶۳۵ کیلوگرم (۱٬۴۰۰ پوند) هستند. با این حال و با وجود استفادهٔ زیاد از قطعات فیبر کربنی در شاسی و قطعات بدنه، چهار موتور برقی و جعبه‌دندهٔ خودرو، در کنار مجموعهٔ باتری‌ها وزن زیادی را به خودروی ای‌پی۹ افزوده و وزن خالص آن را به ۱٬۷۳۵ کیلوگرم (۳٬۸۲۵ پوند) رسانده‌اند.

### تعلیق
کمک‌فنرهای ای‌پی۹ دارای قابلیت تنظیم در چهار حالت مختلف را هستند که با کمک فعال‌کنندهٔ هیدرولیکی سوم، با توجه به وزن خودرو، امکان دست‌یابی به ارتفاع پایدار در زمان عبور از پیچ‌های مسیر با سرعت بالا را برای آن فراهم کرده‌اند.

### ترمزها
دیسک‌های ترمز کربن سرامیکی نیو ای‌پی۹ در هر چهار چرخ دارای قطر ۴۰۸ میلیمتر (۱۶٫۱ اینچ) بوده و کالیپرهای ترمز نیز در تمام چرخ‌ها به شش پیستون ترمز مجهز هستند. عمل خنک کردن این دیسک‌های ترمز با هدایت هوا از طریق ورودی‌های هوا از جنس الیاف کربن انجام می‌پذیرد. حداکثر نیروی شتاب منفی ایجاد شده توسط این ترمزها برابر با ۳٫۳ جی است.

### آیرودینامیک
دیفیوزر نصب شده در زیر خودرو، که از جلو تا عقب بخش زیرین ای‌پی۹ ادامه یافته است، شکاف‌دهندهٔ قابل تنظیم جلو، و بالهٔ عقب فعال با قابلیت تنظیم در سه حالت مختلف، نیروی رو به پایین (داون‌فورس) این خودرو را به دو برابر میزان به دست‌آمده در خودروهای فرمول یک رسانده‌اند.

## فضای داخلی
فرمان ای‌پی۹ که به شکل مستطیل طراحی شده است، دارای یک نمایشگر ال‌سی‌دی است که به دکمه‌های و ناب‌های روی فرمان برای کنترل سیستم‌های ترمز ضد قفل، قدرت خروجی پیشرانه، و کنترل پایداری متصل است. سه صفحه نمایش دیگر، بکی در پشت فرمان، یکی بر روی کنسول میانی، و دیگری بر روی داشبورد و مقابل سرنشین نیز در داخل کابین خودرو نصب شده‌اند. این نمایشگرها، اطلاعاتی و تنظیماتی نظیر حداکثر سرعت، زمان دور پیست، تنظیمات قطعات آیرودینامیکی فعال، توان باقی‌ماندهٔ باتری، نیروی شتاب جانبی، و ضربان قلب راننده را به نمایش درمی‌آورند. اهرم کنترل روی کنسول میانی همانند سیستم آی‌درایو شرکت ب‌ام‌و طراحی شده است. صندلی‌های این خودرو به صورت یکپارچه از جنس الیاف کربن ساخته شده و روکش‌های چرمی آن‌ها با نخ‌هایی به رنگ فیروزه‌ای دوخته شده‌اند. کمربندهای ایمنی نیز دارای شش نقطهٔ اتصال هستند.

## عملکرد
ای‌پی۹ دارای شتاب شتاب ۰ تا ۱۰۰ کیلومتر بر ساعت (۰ تا ۶۲ مایل بر ساعت) ۲٫۷ ثانیه، ۰ تا ۲۰۰ کیلومتر بر ساعت (۰ تا ۱۲۴ مایل بر ساعت) ۷٫۱ ثانیه، و ۰ تا ۳۰۰ کیلومتر بر ساعت (۰ تا ۱۸۶ مایل بر ساعت) ۱۵٫۹ ثانیه است. حداکثر سرعت این خودرو به ۳۱۳ کیلومتر بر ساعت (۱۹۵ مایل بر ساعت) می‌رسد. ای‌پی۹ قادر است مسافت ۴۰۰ متر (۱/۴ مایل) را در زمان ۱۰٫۱ ثانیه و با حداکثر سرعت ۲۴۹ کیلومتر بر ساعت (۱۵۵ مایل بر ساعت) بپیماید.

## رکوردهای جهانی
نیو ای‌پی۹ رکورد سریع‌ترین خودروی الکتریکی جهان را در پیست امریکاس، پیست بین‌المللی شانگهای، و پیست پل ریکارد به نام خود ثبت کرده است. از دیگر رکوردهای به ثبت رسیده توسط ای‌پی۹ می‌توان به رکورد سریع‌ترین دور پیست امریکاس توسط خودروی خودران اشاره کرد.
| پیست                   | زمان یک دور                          | منابع               |
| ---------------------- | ------------------------------------ | ------------------- |
| نوربورگ‌رینگ            | ۶:۴۵٫۹۰                              | [ ۹ ] [ ۱۰ ] [ ۱۱ ] |
| پیست پل ریکارد         | ۱:۵۲٫۷۸                              | [ ۱۲ ]              |
| پیست امریکاس           | ۲:۱۱٫۳۰ (با راننده) ۲:۴۰٫۳۳ (خودران) | [ ۱۳ ] [ ۱۴ ]       |
| پیست بین‌المللی شانگهای | ۲:۰۱٫۱۱                              | [ ۱۵ ]              |

در این زمان‌گیری‌ها از لاستیک‌های مسطح در ای‌پی۹ استفاده شده است؛ به همین دلیل زمان‌های ثبت‌شده توسط این خودرو با زمان‌های به ثبت رسیدهٔ سایر خودروهای جاده‌ای قابل مقایسه نیست.